# Vita Accardi
Vita Accardi (Napoli, 30 maggio 1955) è un'attrice e regista teatrale italiana.
Esponente del Teatro contemporaneo e di ricerca, è nota per le sue collaborazioni con artisti come Carla Accardi, Alighiero Boetti, Luigi Ontani, Giuseppe Salvatori, Massimo Bartolini, Alvin Curran e per il suo lavoro ispirato ai testi di Samuel Beckett.

## Biografia
Vita Accardi vive e lavora a Roma. Debutta nel 1973 con I misteri dell’amore di Roger Vitrac, regia di Giancarlo Sepe. Nel 1976 partecipa allo spettacolo Locus Solus di Memè Perlini, evento rappresentativo del Teatro-Immagine, presso l'Attico di Fabio Sargentini. Nel 1977, la compagnia è ospitata dal Cafè La MaMa di New York, diretto da Ellen Stewart.
Nel 1979 inizia la sua attività di regista, oltre che interprete, con Aquaster, tratto da Samuel Beckett. La ricerca, attraverso lo studio e l’utilizzo di testi di autori contemporanei, si affianca alla visione di artisti visivi che collaborano alla messa in scena. Nel 1982 realizza Artemisia al Teatro dell’Orologio, scritto insieme a Valeria Moretti, dedicato alla figura di Artemisia Gentileschi, con la scenografia e i costumi di Carla Accardi.
Nel 1984 collabora con Giuseppe Salvatori per lo spettacolo Il Fanciullino di Giovanni Pascoli, allestito nel seicentesco Padiglione della Uccelliera di Villa Borghese. Il lavoro viene successivamente rappresentato nel Teatrino di Aldo Rossi, per la rassegna “Festa dell’Arte” a Volpaia.
Nel biennio 1986-1987 esplora ulteriormente l'universo beckettiano con gli spettacoli Commencé e Né con l’occhio di carne Né con l’altro, al Convento Occupato di Palazzo Silvestri-Rivaldi.
Nel 1988 va in scena Il pericolo della felicità tratto da Marguerite Duras, con un nuovo progetto visivo di Salvatori.
Hanjo, tratto dai No Moderni di Yukio Mishima, viene presentato al Teatro in Trastevere nel 1989 e all’Istituto Giapponese di Cultura nel 1990, con le scene e i costumi di Alighiero Boetti. L’artista crea un molo con una passerella che attraversa la platea e disegna i costumi con forme e dettagli provenienti da diverse etnie orientali.
Nel 1998, insieme a Carla Accardi, realizza la performance Tuono tratta da Finnegans Wake di James Joyce, per la rassegna “Solstizio d’estate III” a Serre di Rapolano. Un lungo telo dipinto con i segni fluorescenti disegnati dall’artista viene srotolato dall’alto giù nella cava; la parola “tuono”, in diverse lingue, compone il suono onomatopeico che termina con l’esplosione del rumore dopo il lampo. Il lavoro viene ripresentato in forma d’installazione al Museo Carlo Bilotti nel 2010.
Nel 2003 va in scena Ghost Trio tratto dai lavori televisivi di Samuel Beckett, con l’impianto scenico di Jorge Peris che realizza un circuito di telecamere e specchi; lo spostamento di una parete mobile modifica ulteriormente la percezione dello spazio e dei suoi elementi, assorbiti nel colore-incolore del grigio.
Per L'Innominabile del 2010, tratto da Samuel Beckett, lo scultore Nunzio elabora l’idea di una stanza rivestita di piombo, le cui pareti laterali con un lento movimento meccanico si chiudono a isolare l’ambiente; lo spazio è immobile in apparenza, ma in lieve costante movimento. In questa occasione inizia la collaborazione con il musicista e compositore di musica elettronica e contemporanea, lo statunitense Alvin Curran.
Come preparare un uovo sodo di Eugène Ionesco viene rappresentato al MAAM Metropoliz, nel 2012. In scena l’opera Uovo Pineale di Luigi Ontani.
Nella sede ottocentesca dell’Acquario Romano, Casa dell’Architettura, nel 2013 si svolge la performance Probabilmente Tondo insieme a Riccardo Caporossi e Alvin Curran.
Nel 2015 presenta Little Is Left To Tell tratto da Samuel Beckett ed Endimione di Claudio Damiani alla Biblioteca di Archeologia e Storia dell’Arte di Roma. Giuseppe Salvatori concepisce otto sculture metalliche poste sui tavoli della Sala Lettura; Nunzio installa una scultura nella Sala Crociera; Alvin Curran compone le musiche. “In scena con gli artisti 1979–2015” è la mostra che racconta le diverse esperienze e collaborazioni nel corso degli anni.
Diario Indiano, tratto da Indian Journals March 1962 - May 1963 di Allen Ginsberg, va in scena nel dicembre 2019 nell’Aula Ottagona delle Terme di Diocleziano, Museo Nazionale Romano. Un leggio automatizzato, che interagisce con l’interprete durante i movimenti nello spazio circolare, viene ideato da Massimo Bartolini, il quale elabora anche l’azione di un gruppo di ragazzi srilankesi che performano “una notte di stelle cadenti”. Luigi Ontani partecipa con un intervento visivo dedicato alla dea Kali. Le musiche originali sono di Alvin Curran. Il costume è disegnato da Jasmine Accardi.

## Frammenti di Ginsberg: poesia, spiritualità, energia
Frammenti di Ginsberg: poesia, spiritualità, energia è un articolo pubblicato sul quotidiano italiano Corriere della Sera il 19 dicembre 2019, dedicato alla figura e all'opera del poeta Allen Ginsberg, protagonista della Beat Generation. L'articolo, scritto in occasione dello spettacolo di Vita Accardi all'Aula Ottagona delle Terme di Diocleziano, "Diario Indiano", analizza l'influenza culturale e artistica esercitata da Ginsberg, evidenziando la sua ricerca spirituale e la carica innovativa della sua poesia.

## Opere di ideazione, regia e interpretazione
- Aquaster, tratto da Samuel Beckett (1979)
- Artemisia, di Vita Accardi e Valeria Moretti, scene e costumi di Carla Accardi (1982)
- Il Fanciullino, di Giovanni Pascoli, scene di Giuseppe Salvatori, costumi di Tiziano Trevisiol (1984)
- Commencè, tratto da Samuel Beckett, scene di Damien Jankovic, costumi di Tiziano Trevisiol (1986)
- Quattro infelicità, dalle Operette Morali di Giacomo Leopardi, idea scenica di Giuseppe Salvatori (1986)
- Né con l’occhio di carne Né con l’altro, tratto da Samuel Beckett (1987)
- Il pericolo della felicità, tratto da Marguerite Duras, scene di Giuseppe Salvatori (1988)
- Hanjo, tratto dai No Moderni di Yukio Mishima, scene e costumi di Alighiero Boetti, con Valentina Montanari e Massimo Moricone (1989)
- Tuono, di Carla e Vita Accardi, tratto da Finnegans Wake di James Joyce (1998)
- Ghost Trio, tratto da Samuel Beckett, impianto scenico di Jorge Peris, con Giovanni Zappalorto e Luciano Roffi (2003)
- Innominabile, tratto da Samuel Beckett, scene di Nunzio, musiche originali di Alvin Curran, costumi di Tiziano Trevisiol, con Maurizio e Tonino Panimolle (2010)
- Come preparare un uovo sodo, di Eugène Ionesco, in scena "Uovo Pineale" di Luigi Ontani, MAAM Metropoliz (2012)
- Probabilmente Tondo, tratto da Samuel Beckett, performance di Vita Accardi, Riccardo Caporossi, Alvin Curran, Andrea Levialdi Ghiron (2013)
- Nothing is Left to Tell, tratto da Samuel Beckett, scene di Giuseppe Salvatori, con Victoria Lennox (2015)
- Endimione, di Claudio Damiani, scene di Nunzio, musiche originali di Alvin Curran (2015)
- Diario Indiano, tratto da Indian Journals March 1962 - May 1963 di Allen Ginsberg, scene animate di Massimo Bartolini, intervento visivo di Luigi Ontani, musiche originali di Alvin Curran, costumi di Jasmine Accardi (2019)

## Interpretazioni teatrali
- I misteri dell’amore, di Roger Vitrac, regia di Giancarlo Sepe (1973)
- Ah Charlot!, regia di Valentino Orfeo (1974)
- Locus Solus, tratto da Raymond Roussel, regia di Memé Perlini (1976)
- L’eredità Ferramonti, film, regia di Mauro Bolognini (1976)
- Grand Hotel des Palmes, film, regia di Memé Perlini (1977)
- La Camera di Ames, regia di Andrea Ciullo (1978)
- Violer D’Amores, regia di Pippo Di Marca (1982)
- Mr Bloom - Anna Livia Plurabelle, regia di Enrico Frattaroli (1984)
- Moduli in Viola, di Giulio Turcato (1985)
- Et Chorus, tratto da Maurice Maeterlinck, regia di Enrico Frattaroli (1986)
- Jeannot, tratto da Jean Genet, regia e coreografia di Massimo Moricone (1987)
- Sleeping Sickness, tratto da Harold Pinter, regia di Angiola Janigro (1987)

- Atti unici in repertorio variabile:
- Terzetto Spezzato, di Italo Svevo
- Mutatis Mutandis, di David Campton
- Pericolosamente, di Eduardo De Filippo
- Infanzia, di Thornton Wilder
- Al cospetto della morte, di August Strindberg - Regia di Cosimo Cinieri e Irma Palazzo (1988)
- Atti unici in repertorio variabile:
- La donna col pugnale, di Arthur Schnitzler
- Non tutti i ladri vengono per nuocere, di Dario Fo
- Al contadino non far sapere, di Vittorio Metz
- L’amore di Don Perlimpino con Belisa nel suo giardino, di Federico García Lorca - Regia di Cosimo Cinieri e Irma Palazzo (1989)

### Articoli e recensioni
- Tommaso Chiaretti, «Villa Borghese, il Fanciullino», la Repubblica, 7 aprile 1984.
- Rodolfo Di Giammarco, recensione di Commencé, la Repubblica, 20 aprile 1986.
- Nico Garrone, «Hanjo di Mishima», la Repubblica, 3 maggio 1989.
- Franco Cordelli, «Diario Indiano», Corriere della Sera, 19 dicembre 2019.
- Sacha Piersanti, «Diario Indiano», la Repubblica, 14 dicembre 2019.
- Alessandro Alfieri, recensione di Diario Indiano, Persinsala, 19 dicembre 2019.
- Tommaso Chiaretti, "L’immagine che viene proposta sul pavimento dell’Uccelliera sarebbe un’immagine domestica: rotoli di carte da parati voltate dalla parte bianca, e tenute ferme da un misterioso disegno di frutta, aranci e pere e mele, intercalati da posate da cucina. Ma quest’idea domestica, certo con la coscienza di chi l’aveva pensata, dico Giuseppe Salvatori, si trasformava in qualcosa di altro: perché evidentemente lo spazio davvero astratto dell’Uccelliera si intrometteva di prepotenza a prendere il campo. E dunque l’aggirarsi quasi notturno, nottambulo, di Vita Accardi tra quegli oggetti carichi di tensioni surreali, l’aggirarsi nel costume di un dimesso ottocento, quasi si animasse la scultura diafana di un Dupré, aggiungeva significati che a me sembravano assai neri, se l’atmosfera della deserta evocatrice Villa Borghese dei misteri avesse avuto un senso, e lo aveva. I tagli di luce secchi e dritti come laser, a delimitare lo spazio dell’infanzia o del sogno, aggiungevano tensione all’idea." La Repubblica, 7 aprile 1984.
- Rodolfo Di Giammarco, "E’ lei, estranea e intensissima, ad accollarsi, parte in playback, ma preminentemente dal vivo, le cronache, gli stati d’animo, i deliri, appunti di viaggio in una waste land che risulta costituita da un abitacolo ampio in profondità, spezzato da folate di luce, pian piano compresso in avanti da fondali immacolati. E’, la Accardi, sommessamente ringhiosa, e i fremiti, la presupponenza, tutta l’apatia del sopravvissuto beckettiano risaltano adesso in una cupezza al femminile, in un’indolenza senza pietà. Il moto d’avvicinamento cui si sottopone, ha la lusinga di una sfilata." La Repubblica, 20 aprile 1986.
- Nico Garrone, "Per Vita Accardi e per il pittore Alighiero Boetti i No Moderni di Mishima sono magari il pretesto di una ‘reverie’ molto stilizzata in bilico tra Oriente e Occidente, una favola che lega da un racconto all’altro tre personaggi, due donne e un uomo, in una sorta di d’intreccio magico, in un succedersi di metamorfosi e di arcani consultati all’ora della cerimonia del the. Come nel sipario-fondale di Boetti, in quel felpato inseguirsi di tigri e di macchie colorate, di lettere e geroglifici, il lungo percorso di scrittura-pittura è ormai un segno che fa parte del nostro immaginario culturale, senza camuffamenti o forzature esotiche." La Repubblica, 3 maggio 1989.
- Franco Cordelli, "Dentro il grande edificio sorretto da otto pilastri, i movimenti di Accardi erano determinati da una sorpresa: un leggio semovente (di Massimo Bartolini), arricchito da una lucetta che consentiva all’interprete di leggere, di guardarci, di guardare chi era seduto di fronte a noi (gli spettatori erano disposti seguendo la circonferenza dell’Aula). Il volteggio nell’abito lieve e rosso era come un ulteriore frammento di luce, ve ne erano, elettriche, che salivano verso il soffitto, gettate a piene mani da ragazzi della comunità romana dello Sri Lanka e vi era, all’inizio e alla fine, quella maschera (di Luigi Ontani) della dea Kali, con le sue lunghe braccia aperte nello spazio – per dominare, per manipolare, per distruggere." Corriere della Sera, 19 dicembre 2019.